# Provincia Lugo
Lugo este o provincie în Spania, în comunitatea autonomă Galicia. Capitala sa este Lugo.

Diviziunile Provinciei Lugo

| Municipio           | Habitantes |
| ------------------- | ---------- |
| 1-Lugo              | 96.678     |
| 2-Monforte de Lemos | 19.546     |
| 3-Vivero            | 16.238     |
| 4-Villalba          | 15.437     |
| 5-Sarria            | 13.508     |
| 6-Ribadeo           | 9.983      |
| 7-Foz               | 9.970      |
| 8-Burela            | 9.381      |
| 9-Chantada          | 9.014      |
| 10-Guitiriz         | 5.896      |